# Шарл Валоа
Шарл Валоа́ (на френски: Charles comte de Valois; * 12 март 1270, † 16 декември 1325) е граф на Валоа от 1286 г., граф дьо Алансон, граф дьо Шартър, граф на Анжу от 1290 г., граф дьо Мен (под име Шарл III) от 1290 г., титулярен император на Латинската империя, титулярен крал на Арагон.

## Живот
Син е на Филип III Смелия и неговата първа съпруга Изабела Арагонска. По-малък брат на краля на Франция Филип IV Хубави.
Посветен в рицарство на 14-годишна възраст, с помощта на папския легат е обявен за крал на Арагон, но след като не успява действително да заеме престола, през 1295 г. той се отказва от короната на Арагон. С помощта на папа Бонифаций VIII става граф на Романя.
През 1301 г. Шарл Валоа воюва в Италия за папското графство, командва две военни експедиции в Аквитания (1297 и 1324), става кандидат за император на Свещената римска империя.
Умира в Ножан льо Руа и е погребан в църквата „Свети Яков“ в Париж.

## Бракове и деца
1. ∞ 16 август 1290 в Корбей за Маргарита Анжуйска (1273 – 1299) (* 1273 † 1299), графиня на Анжу и Мен, дъщеря на Карл II Анжуйски, крал на Неапол, и Мария Унгарска. От нея наследява титлата „Граф на Анжу, Мен и Перш“ (март 1290). Те имат четири дъщери и двама сина:
- Изабела (* 1292, † 1309), ∞ 1297 за Жан III Добрия (* 1286 † 1341), херцог на Бретон;
- Филип (* 1293, † 1350), граф на Валоа, крал на Франция под името Филип VI, основател на кралската династия Валоа; 1. ∞ 13 юли 1313 за Жана Бургундска (Куцата) (* ок. 1293, † 1348) 2. ∞ 1349 за Бланш д’Еврьо (* 1331, † 1398), принцеса Наварска, дъщеря на Филип III д’Еврьо;
- Жана (* 1294, † 1342), ∞ 1305 за Вилхелм д’Авен (* 1286, † 1337), граф на Ено, Холандия и Зеландия. Дъщеря им Филипа става кралица на Англия, съпруга на Едуард III Плантагенет;
- Маргарита (* 1295, † 1342), ∞ 1310 за Ги I дьо Блоа-Шатийон († 1342), граф на Блоа;
- Шарл II (* 1297, † 1346), граф на Алансон, 1. ∞ за Жана дьо Жуани, 2. ∞ за Мария дьо ла Серда; загива в битката при Креси;
- Kатерина (* 1299, † 1300).

2. ∞ 1301 в Сен-Клу за Катрин дьо Куртене (* 1274, † 1307), титулярна императрица на Константинопол, дъщеря на Филип дьо Куртене, титулярен император на Латинската империя, и Беатрис Анжуйска – дъщеря на Шарл I Анжуйски. Чрез нея наследява претенцията за император на Латинската империя (януари 1301). Те имат един син и три дъщери:
- Жан (* 1302, † 1308), граф на Шартър;
- Катерина (* 1303, † 1346), принцеса на Ахая, титулярна императрица на Латинската империя, ∞ 1313 за Филип I Анжуйски, княз на Таранто (* 1278, † 1332);
- Жана (* 1304, † 1363), ∞ 1318 за Робер III д'Артоа (* 1287, † 1342);
- Изабела (* 1306, † 1349), абатеса на Фонтевро.

3. ∞ 1308 в Поатие за Марго (Махо) дьо Шатийон-Сен Пол (* 1293, † 1358), дъщеря на Гийом IV дьо Шатийон, граф дьо Сен-Пол, и Мари дьо Дрьо. Те имат един син и три дъщери:
- Луи (* 1309, † 1328), граф на Шартър и Алансон;
- Мария (* 1311, † 1331), ∞ 1324 за Карл Калабрийски (* 1298, † 1328), ражда бъдещата кралица Джована I Неаполитанска;
- Изабела (* 1313, † 1383), ∞ 1336 за Пиер I, херцог дьо Бурбон (1311 – 1356);
- Бланка (* 1317, † 1348), ∞ 1329 за Карл IV (* 1316 † 1378), император на Свещената Римска империя и крал на Бохемия.

## Шарл Валоа в литературата
Шарл Валоа е един от героите в цикъла исторически романи „Прокълнатите крале“ на френския писател Морис Дрюон.